# Equus simplicidens
Equus simplicidens (кінь гагерменський або зебра американська) — викопний вид коневих, що мешкав в Північній Америці. Це був один з найдавніших представників роду коней. Зовні був схожий на зебру Греві. Є одним з символів штату Айдахо.

## Класифікація

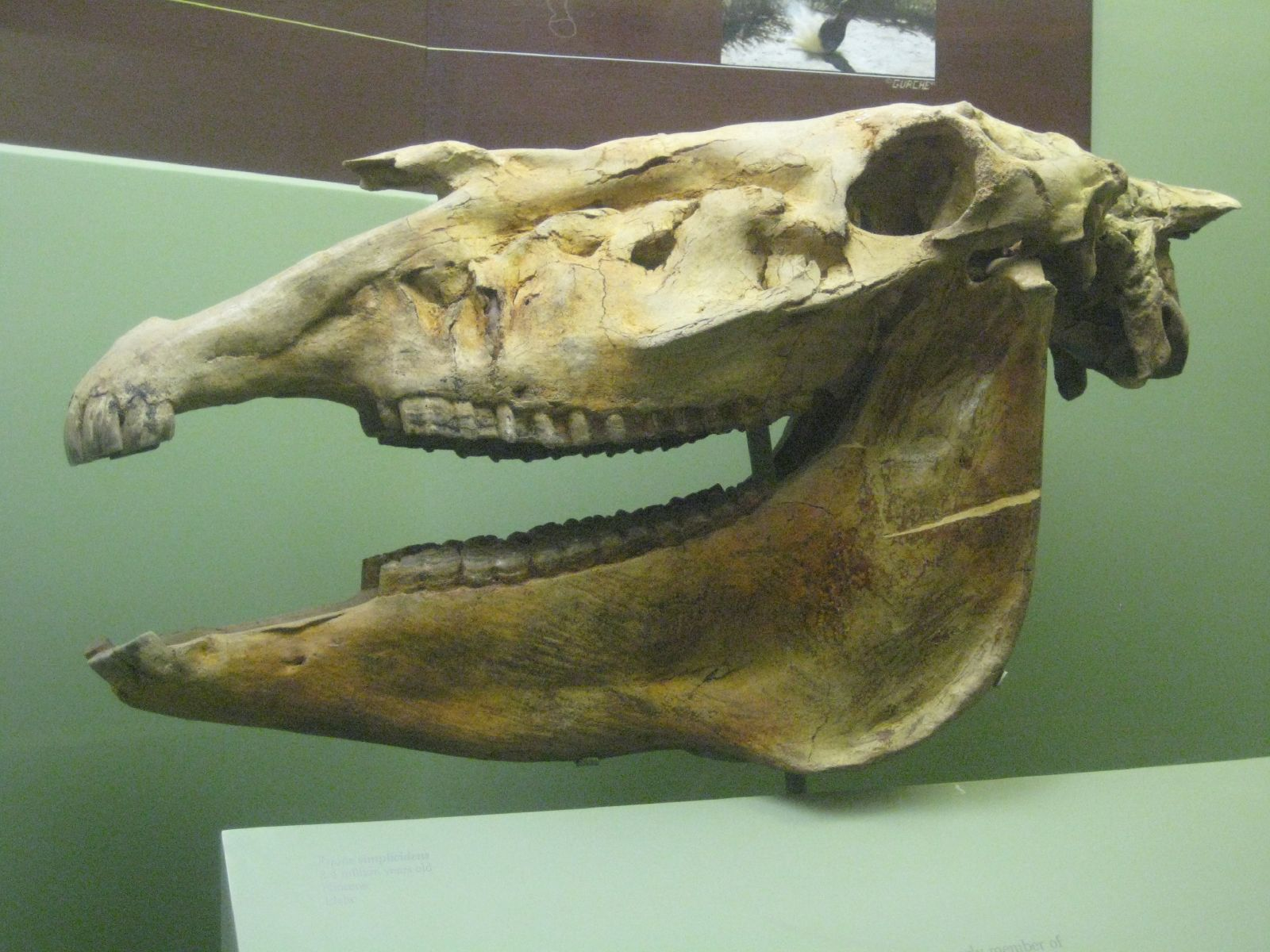
Череп викопного гагерменського коня

Гагерменський кінь отримав латинську назву Plesippus shoshonensis в 1930 році, коли палеонтолог Джеймс Вільямс Гідлі знайшов велику кількість кістяків коня поблизу міста Гагермен в штаті Айдахо. Однак подальші дослідження показали, що ці скам'янілості були ідентичні скам'янілостям примітивного коня Equus simplicidens, знайденим палеонтологом Едвардом Копом в 1893 році. Гагерменські скам'янілості є найдавнішими викопними рештками представників роду Equus.

## Відкриття
Власник ранчо Елмер Кук був першим. хто знайшов викопні рештки коня поблизу Гагермену. В 1928 році він показав їх доктору Х. Т. Стернзу з Геологічної служби США, який передав їх палеонтологу зі Смітсонівського інституту Джеймсу Гідлі. Кості були ідентифіковані як викопні рештки вимерлого коня. Місце, де були знайдені скам'янілості, отримало назву "Кар'єр гагерменського коня".
Розкопки продовжились на початку 1930-х років. Площа кар'єру зросла до 460 м², задня стінка — до 14 м висотою. У кар'єрі були знайдені 5 майже повних кістяків коня, більше 100 черепів, 48 нижніх щелеп.

## Опис
Гагерменський кінь з'явився близько 3,5 млн років тому. Він був висотою від 110 до 145 см в холці; важив від 110 до 385 кг. Він був кремезним, з прямими плечима і товстою шиєю, як в зебри, і коротким вузьким черепом, схожим на череп віслюка. Вважається, що він мав смуги на спині, як в сучасних зебр.

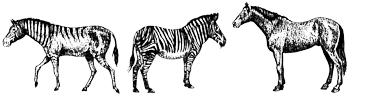
Зображення гагерменського коня (зліва), зебри Греві (в центрі) і свійського коня (праворуч)